# L'altaveu
L'altaveu és un programa de televisió que va començar a emetre en català per La 2 a Catalunya i actualment per 2CAT. El programa aposta pels successos, l'actualitat i l'entreteniment amb diverses connexions en directe. S'emet de dilluns a divendres de 17.00 a 19.00 h i competeix directament amb La selva de TV3. Actualment està presentat per Danae Boronat.